# Cratere McMath
McMath è un cratere lunare di 88,58 km situato nella parte nord-orientale della faccia nascosta della Luna.